# 選抜 (遺伝学)
選抜（せんばつ）は、遺伝学における selection の訳語。進化学においては選択と訳される。
人間が家畜や農作物の好ましい形質を選んで交配させ、次世代の形質を改良するために行う。例としては、乳量の多い乳牛を選んで交配させることによって収率を高めたり、病気に強い穀物をつくる際に親となる個体を選ぶことである。